# Ален (река)
Але́н (фр. Alène) — река во Франции (департамент Ньевр), левый и самый большой приток Арона. Длина — 56 км, площадь водосборного бассейна — 338 км².
Истоки находятся около коммуны Пуаль в 6 км к югу от горы Бёвре. Далее река протекает преимущественно в западном направлении по плоскогорью Морван, впадая в Арон в коммуне Серси-ля-Тур в 15 км от Десиза. Среднегодовой расход воды в Серси-ля-Тур — 4,48 м³/с, колеблется от 9,5 м³/с в феврале до 1 м³/с в июле-сентябре.
Питание реки — преимущественно дождевое. Крупнейший приток — Роша (19 км).